# Paraumbite
La paraumbite è un minerale.